# Stadionul Prahova UPG
Stadionul Prahova Ploiești a fost un stadion de fotbal din Ploiești, România.
Beneficiarii au fost Prahova Ploiești și echipa secundă a clubului Astra Giurgiu.
Acesta a avut o capacitate de 4000 de locuri, gazon natural, însă tribunele s-au aflat într-o avansată stare de degradare. Stadionul a fost vândut și demolat în 2022.